# Bematistes paragoga
Bematistes paragoga är en fjärilsart som beskrevs av Erich Martin Hering 1936. Bematistes paragoga ingår i släktet Bematistes och familjen praktfjärilar. Inga underarter finns listade i Catalogue of Life.